# Héctor García Garrido
Héctor García Garrido (n. Sabadell, Barcelona, 25 de septiembre de 1992) es un futbolista español que juega en la demarcación de centrocampista para el UE Rubí del segundo grupo de la Primera Catalana.

## Biografía
Empezó con 4 años jugando con el CFU Can Rull Rómulo Tronchoni, equipo en el que se formó hasta los 7 años, momento en el que RCD Español, desde benjamín hasta cadete de primer año, se hizo con sus servicios. En ese mismo momento pasó al equipo base del Terrassa FC, jugando allí hasta su primer año de juvenil. Finalmente acabó fichando por la UE Sant Andreu, siendo aun juvenil. Tras su buena actuación jugando en el equipo filial del club, y estando en su tercer año de juvenil, debutó en partido oficial de liga con el primer equipo en Segunda B. Tras acabar su etapa en el club acabó fichando por el CE Sabadell FC "B". Tras un año en el club se marchó a Finlandia para fichar por el SJK Seinäjoki de Finlandia. Un año y medio después fichó por el CfR Buschbell/Munzur alemán, donde anotó tres goles en 25 partidos en su primera temporada, y ocho tantos en 18 encuentros en la segunda. Posteriormente volvió a España para jugar en el FC Ascó de tercera división.

## Clubes
| Club                 | País      | Año         | Partidos | Goles |
| -------------------- | --------- | ----------- | -------- | ----- |
| UE Sant Andreu       | España    | 2009 - 2012 | 1        | 0     |
| CE Sabadell FC "B"   | España    | 2012 - 2013 | 33       | 9     |
| SJK Seinäjoki        | Finlandia | 2013 - 2015 | 5        | 0     |
| CfR Buschbell/Munzur | Alemania  | 2015 - 2017 | 43       | 11    |
| FC Ascó              | España    | 2017 - 2019 | 39       | 2     |
| UE Rubí              | España    | 2019 -      | 27       | 2     |